# Transmisión de motocicleta

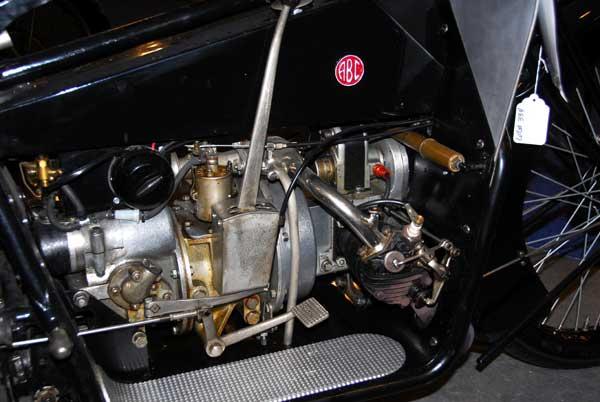
La transmisión en esta motocicleta ABC de 1921 está ubicada detrás del motor y el cambio se realiza mediante una larga palanca manual situada en su lado derecho

Una transmisión de motocicleta es un sistema mecánico cuya misión es trasladar el giro del motor de un vehículo de dos ruedas a una de estas, con el fin de impulsarlo. También pueden formar parte de otros vehículos ligeros, como trimotos y quads, karts, buggies todo terreno, autorickshaws, tractores cortacésped y otros vehículos agrícolas o industriales, microcoches, e incluso algunos coches de carreras superligeros.
Incluso se le puede añadir la función de retroceso a ciertos modelos de motocicletas de baja cilindrada 

## Engranaje manual
|                                                           |
| Cambio manual de una BMW R75 de la Segunda Guerra Mundial |

La mayoría de los vehículos de dos ruedas de transmisión manual utilizan un sistema secuencial. La mayoría de las motocicletas (excepto los escúteres) cambian de marcha (suelen disponer de cinco o seis) mediante una palanca de cambio de pie. En una motocicleta típica, se puede seleccionar directamente la primera o la segunda marcha desde neutral, pero solo se puede acceder a las marchas más altas en orden; de manera que no es posible cambiar de segunda a cuarta sin pasar por tercera. Una caja de cinco velocidades con esta configuración se conocería como "una abajo, cuatro arriba" debido a la ubicación de las marchas en relación con el punto muerto, aunque algunas cajas de cambios y/o mecanismos de cambio de motocicleta se pueden invertir para adoptar la disposición "una arriba, cuatro abajo" como patrón de la secuencia de cambio. El punto muerto se encuentra a "medio clic" de la primera y la segunda marchas, por lo que se puede cambiar directamente entre las dos marchas con un solo movimiento.

## Automática
En las motocicletas, las transmisiones completamente automáticas son mucho menos comunes que las manuales, y en su mayoría se encuentran solo en escúteres, ciclomotores, underbones, minimotos y algunas motocicletas ruteras personalizadas o en motos deportivas exclusivas. 
Los tipos incluyen: transmisión automática hidráulica, transmisión variable continua y transmisión automática de doble embrague.

## Semiautomática

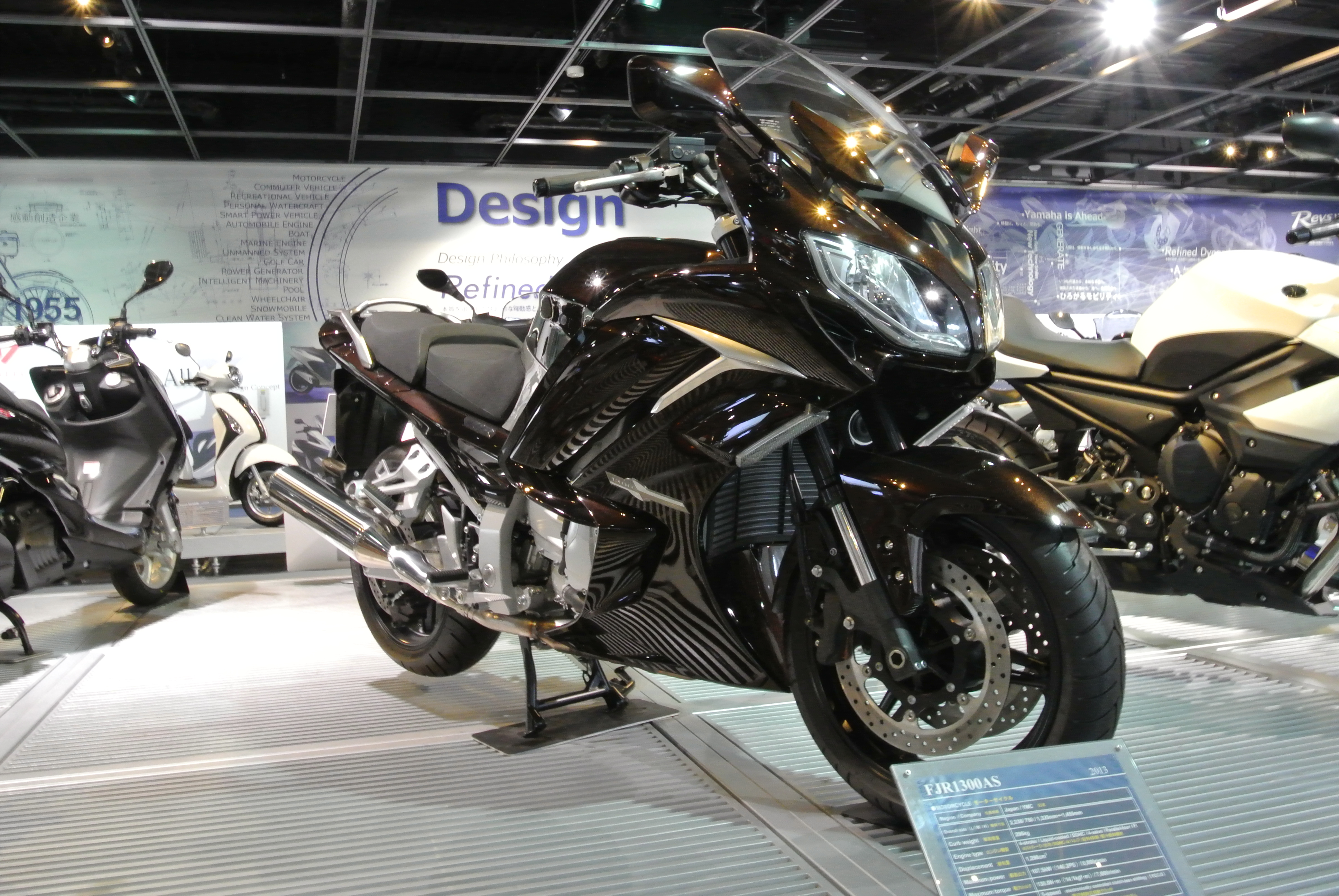
Yamaha FJR1300AS (2013)

Las transmisiones semiautomáticas en motocicletas también se conocen como transmisiones de "embrague automático" o también como transmisiones "manuales sin embrague". Funcionan de la misma manera que una motocicleta convencional completamente manual con una caja secuencial, pero utilizan un sistema de embrague completamente automático (o algunas veces, un convertidor de par), pero requieren la intervención del conductor para accionar manualmente el cambio de marchas. Son mucho menos comunes que las motocicletas con transmisiones manuales convencionales, y generalmente usan un embrague centrífugo. Se encuentran principalmente en motocicletas más pequeñas, como las minimotos, las motocicletas underbone (como por ejemplo, la Honda Super Cub), las motocicletas de dirt más pequeñas (como las pit bikes) y varios ciclomotores y escúteres (en su mayoría, modelos antiguos). Las transmisiones semiautomáticas a menudo se denominan erróneamente transmisiones "automáticas", lo que es solo parcialmente correcto, ya que la intervención del piloto todavía es necesaria para cambiar de marcha, y estas transmisiones no cambian de marcha automáticamente por sí mismas.
Otras aplicaciones de las transmisiones semiautomáticas en motocicletas incluyen la Yamaha FJR1300AE, una sport-touring con el sistema de embrague automático YCCS; la gama Honda de transmisiones semiautomáticas Hondamatic de 2 y 3 velocidades, utilizadas en varias motocicletas en los años setenta y ochenta; y la motocicleta de tres ruedas "BRP Can-Am Spyder Roadster", con su gama de transmisiones "SE5" y "SE6". Algunas motocicletas deportivas de alto rendimiento también utilizan un sistema de "cambio de gatillo", con una leva, un interruptor o un botón montados en el manillar y un sistema de embrague operado automáticamente.
También vale la pena mencionar los quickshifter, que son dispositivos electrónicos que permiten cambios ascendentes sin embrague (y generalmente cambios descendentes) en motocicletas de alto rendimiento con transmisión manual estándar. Una centralita funciona junto con un sensor y un microcontrolador (CPU) para cortar el encendido momentáneamente y desacoplar el embrague brevemente, para que el conductor pueda cambiar de marcha. Los cambios rápidos bidireccionales se consideran técnicamente semiautomáticos, ya que no se requiere en absoluto la activación del embrague. Sin embargo, los cambios rápidos mono-direccionales, como los que se utilizan en la Kawasaki Ninja ZX-10R de 2016 y la Ninja H2/R, solo funcionan en cambios ascendentes, y el conductor todavía tiene que accionar manualmente el embrague y pisar el acelerador en cambios descendentes, por lo que en este sentido no es realmente semiautomático.

## Marcha atrás

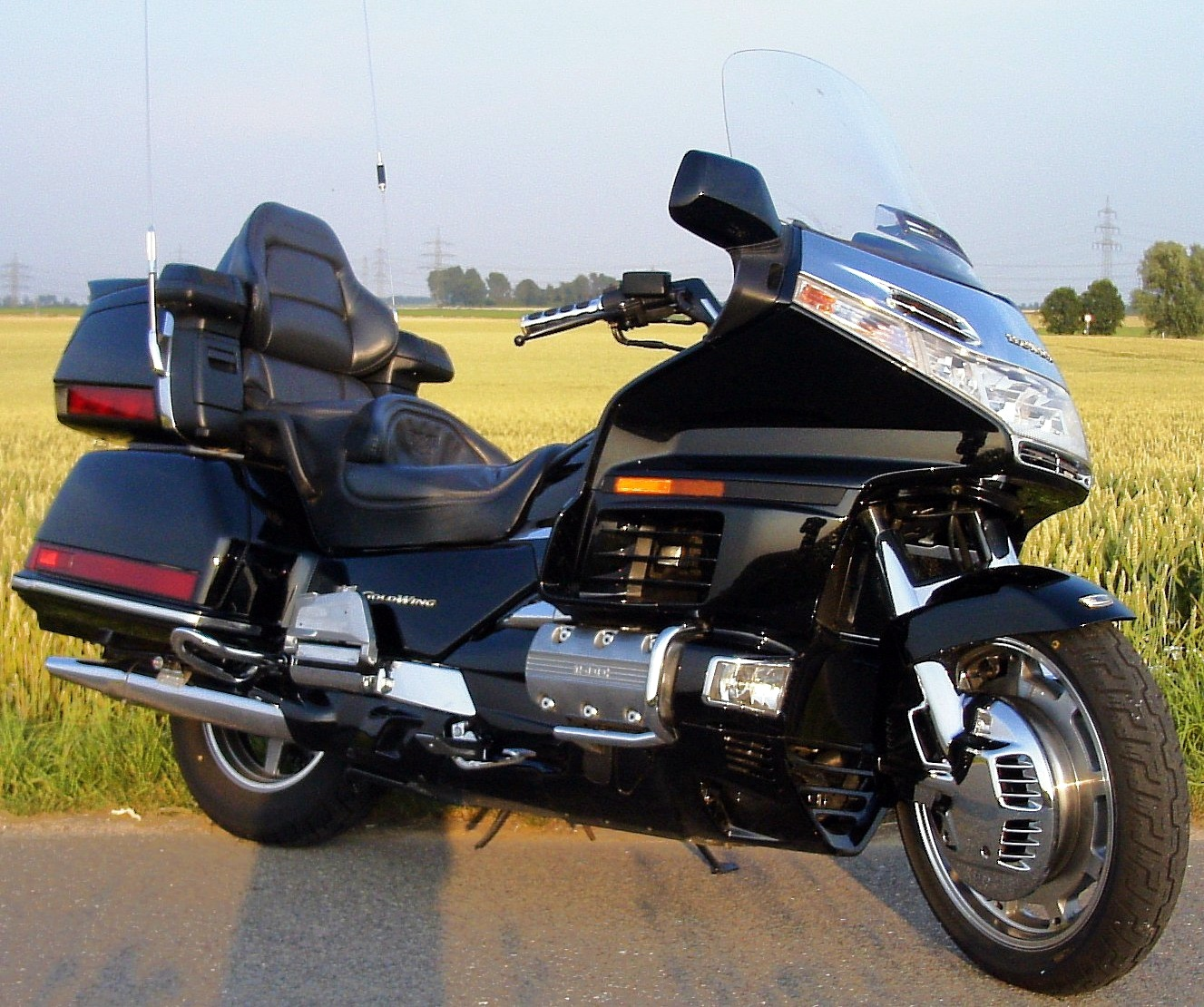
Honda Goldwing de 1998

El peso de las motocicletas de turismo más grandes (a veces de más de 360 kg u 800 lbs) es a veces tal que un conductor sentado no puede empujarlas hacia atrás, por lo que están equipadas con una marcha atrás de serie. En algunos casos, incluida la Honda Goldwing y la BMW K1200LT, no se dispne realmente de una marcha atrás, sino que se trata de una característica del motor de arranque que, cuando se invierte, realiza la misma función. Para evitar una operación accidental, la marcha atrás a menudo se activa mediante un interruptor de control completamente separado, como por ejemplo, un interruptor de palanca en la parte superior del tanque de combustible, solo operativo cuando la palanca de cambios principal está en neutral.

## Control de cambios
En épocas anteriores (antes de la Segunda Guerra Mundial), los cambios de marcha accionados manualmente eran comunes, con una palanca provista al costado del tanque de combustible (por encima de la pierna del conductor). Las motocicletas británicas y muchas otras después de la Segunda Guerra Mundial usaron una palanca a la derecha (con el freno a la izquierda), pero hoy en día el cambio de marchas está estandarizado en una palanca accionada con el pie izquierdo.

## Escúteres,underbonesy minimotos

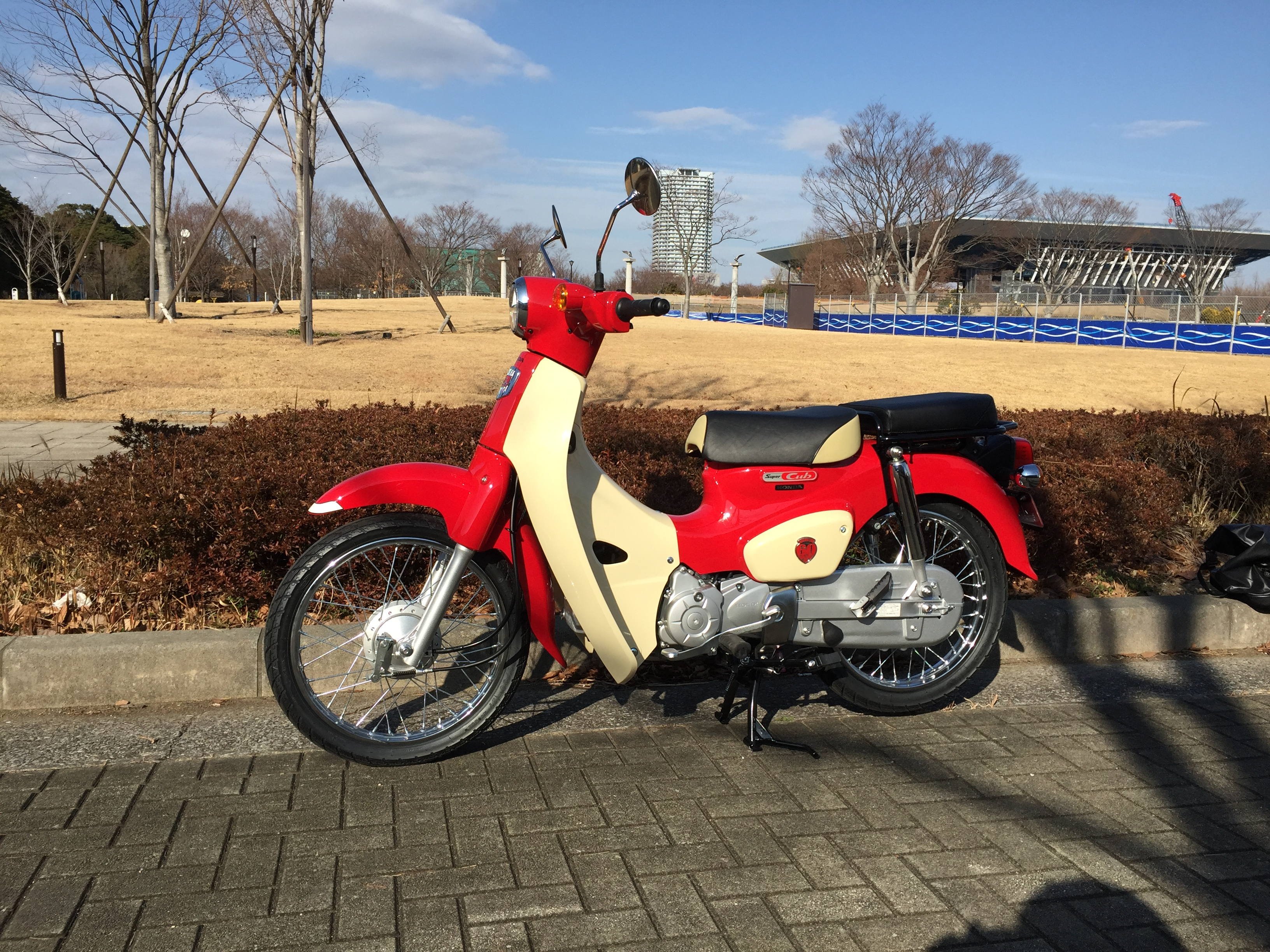
Honda Super Cub

Los escúteres tradicionales (como la Vespa) todavía utilizan un cambio de marchas manual mediante una empuñadura en el lado izquierdo del manillar, con una palanca de embrague co-rotada. Los scooters modernos a menudo estaban equipados con una transmisión variable continua controlada por el acelerador, por lo que se ganaron la denominación de twist-and-go (gira [la maneta de acelerador] y marcha).
Las motocicletas underbone y las minimotos a menudo tienen una palanca de cambio de pie de tres a cinco velocidades, pero el embrague es automático (normalmente un embrague centrífugo). Este tipo de transmisión sin embrague (es decir, sin embrague "manual") aún requieren que las marchas sean cambiadas manualmente por el conductor, y el sistema se conoce comúnmente como transmisión semiautomática.

## Embrague

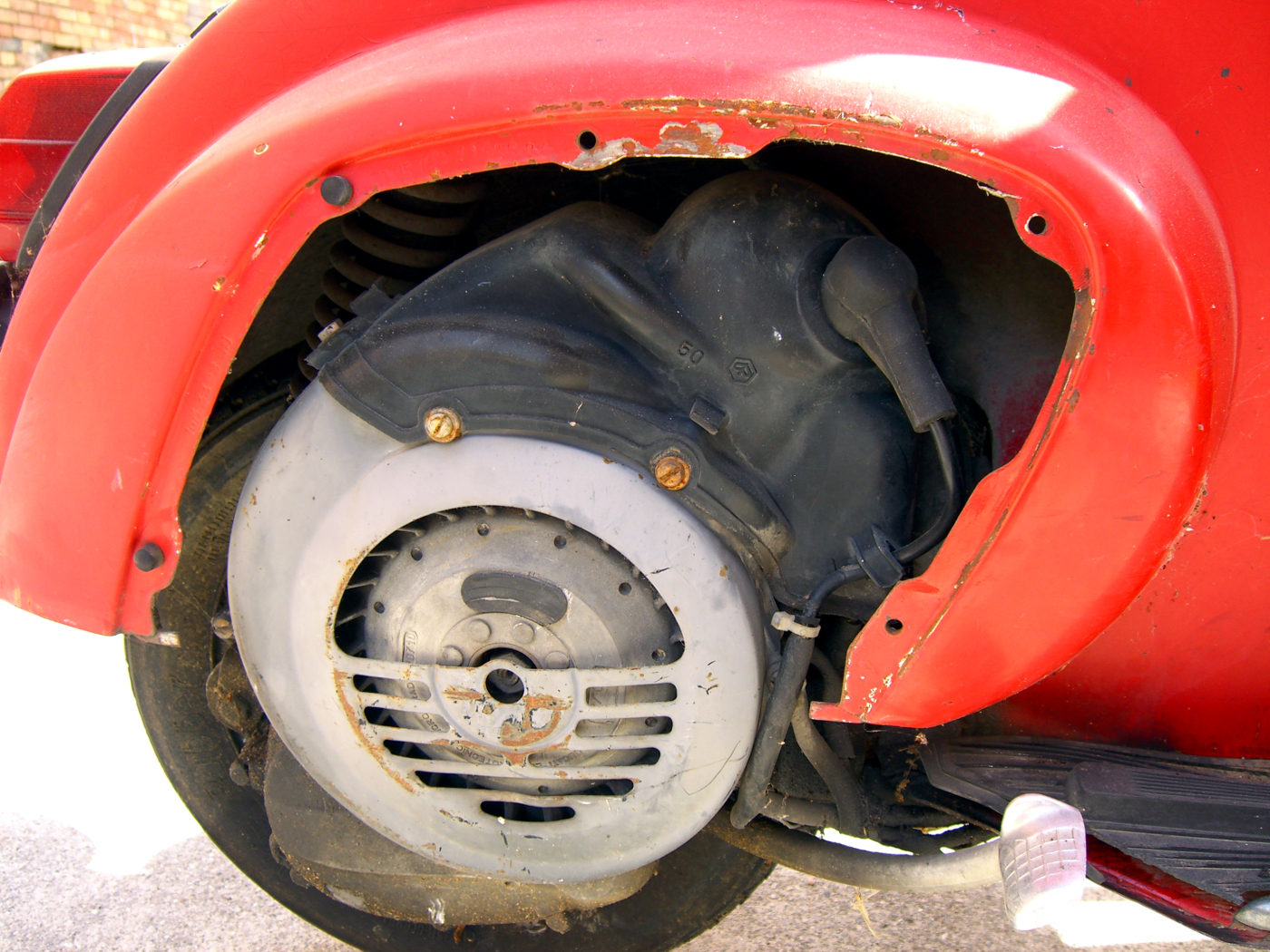
Motor de una Vespa

El embrague en una transmisión de motocicleta de cambio manual es típicamente una disposición de placas apiladas de manera alterna, unas interiores engranadas al motor y las otras exteriores engranadas al eje de entrada de la transmisión. 
Ya sea que estén húmedas (girando en aceite de motor) o secas, las placas se aprietan unas contra otras mediante unos resortes, lo que provoca la acumulación de fricción entre las placas hasta que giran como una sola unidad, impulsando la transmisión directamente. Una palanca en el manillar aprovecha la ventaja mecánica a través de un cable o disposición hidráulica para liberar el (los) resorte(s) del embrague, lo que permite que el motor gire libremente con respecto a la transmisión.
Las transmisiones automáticas y semiautomáticas suelen utilizar un embrague centrífugo que funciona de forma diferente. Al ralentí, el motor se desconecta del eje de entrada de la caja de cambios, lo que le permite girar libremente, al igual que las ruedas de la moto (a diferencia de los convertidores de par automáticos, no hay "ralentí lento" con un embrague centrífugo correctamente ajustado). A medida que se abre el acelerador y aumenta la velocidad del motor, los contrapesos unidos a las superficies de fricción internas móviles (conectadas al eje del motor) dentro del conjunto del embrague se lanzan gradualmente más hacia afuera, hasta que comienzan a hacer contacto con el interior de la carcasa exterior (conectada a su vez al eje de la caja de cambios) y transmiten una cantidad cada vez mayor de potencia del motor. El "punto de mordida" efectivo se encuentra automáticamente mediante el equilibrio en el que la potencia que se transmite a través del embrague (que aún patina) es igual a la que puede proporcionar el motor. Esto permite arranques a máxima velocidad relativamente rápidos (con el embrague ajustado para que el motor gire cerca de su par máximo de rpm) sin que el motor se desacelere o incluso llegue a pararse, así como arranques más suaves y maniobras a baja velocidad con configuraciones ajustadas para regímenes de giro más bajos.
Por encima de una determinada velocidad del motor, cuando la motocicleta está en movimiento (por lo que el eje de entrada de la caja de cambios también gira rápidamente y, por lo tanto, permite que el motor acelere más por medio del deslizamiento del embrague), la presión hacia afuera de las placas de fricción es suficiente para que el embrague alcance el acoplamiento total, lo mismo que un embrague de placa convencional con una palanca o pedal completamente liberado. Después de esto, el embrague no patina y el motor se acopla y proporciona toda su potencia disponible a la transmisión. En este caso, las rpm del motor dependen de la velocidad del vehículo sobre la carretera y de la relación de transmisión (controlada por el usuario si se dispone de una caja semiautomática; o dependiente de la velocidad sobre la carretera, y a veces, de la relación entre carga y aceleración con una transmisión variable continua (CVT).
En una CVT típica, la relación de transmisión se elegirá de modo que el motor pueda alcanzar y mantener su régimen de máxima potencia lo antes posible (o al menos, cuando esté a pleno gas, en un sistema parcialmente dependiente de la carga), pero en una transmisión semiautomática, el conductor es responsable de esta elección, y podría circular en la marcha que prefiriese. Además, cuando el motor gira lo suficientemente rápido como para acoplar el embrague, permanecerá completamente acoplado hasta que las rpm caigan por debajo de ese punto crítico nuevamente, incluso si se suelta completamente el acelerador. Por debajo del punto de acoplamiento, soltar parcial o totalmente el acelerador puede provocar que el régimen de giro del motor disminuya rápidamente, gracias a un bucle de retroalimentación, lo que significa menos presión de fricción. Este modo de funcionamiento  característico de un embrague centrífugo automático hace que el efecto del freno de motor solo se active pisando el acelerador brevemente, para que el bloqueo se active al incrementarse el número de revoluciones del motor.

## Construcción
La construcción preunitaria en motocicletas, también conocida como construcción separada, es una configuración mecánica en la que el motor y la caja de cambios son elementos separados, dispuestos en carcasas independientes. En la construcción unitaria, el motor y la caja de cambios forman un bloque integrado y comparten una sola carcasa.
En muchos diseños modernos, el motor se encuentra delante de la caja de cambios. Desde una rueda dentada en un lado del cigüeñal, una cadena o una segunda rueda dentada impulsará el embrague, que a menudo se puede encontrar detrás de una gran cubierta circular en un lado de la caja de cambios. El embrague a su vez está conectado al eje de entrada de la caja de cambios. Para motocicletas con transmisión por cadena, el eje de salida de la caja de cambios generalmente está conectado a la rueda dentada que impulsa la cadena de transmisión final.
La mayoría de las motocicletas modernas con cajas de cambios manuales disponen de engranajes de "malla constante" que siempre están acoplados pero pueden girar libremente sobre un eje hasta que se bloquean mediante un collar deslizante dentado, o de un "embrague de empuje". Dado que los engranajes siempre están girando y solo se puede acceder a ellos secuencialmente, generalmente no se necesita un sistema de cambio manual. Para ahorrar espacio, ambos ejes pueden contener una mezcla de engranajes fijos y de giro libre, con algunos engranajes integrados en las partes deslizantes.